# Municipio de Santa María Apazco
El municipio de Santa María Apazco (en mixteco: Ñuu Tava, ‘Pueblo que saca’) es un municipio de 1,720 habitantes situado en el Distrito de Nochixtlán, en el estado de Oaxaca, México.
El municipio es parte de la Reserva de la biosfera Tehuacán-Cuicatlán.

## Gastronomía
La gastronomía de la comunidad de Santa María Apazco, (tiene una variedad de comidas típicas y originales.)
Chapulín: es típico de aquí, se puede hacer (fritos en aceite o asado en el comal,) y tiene una temporada del mes de Octubre.

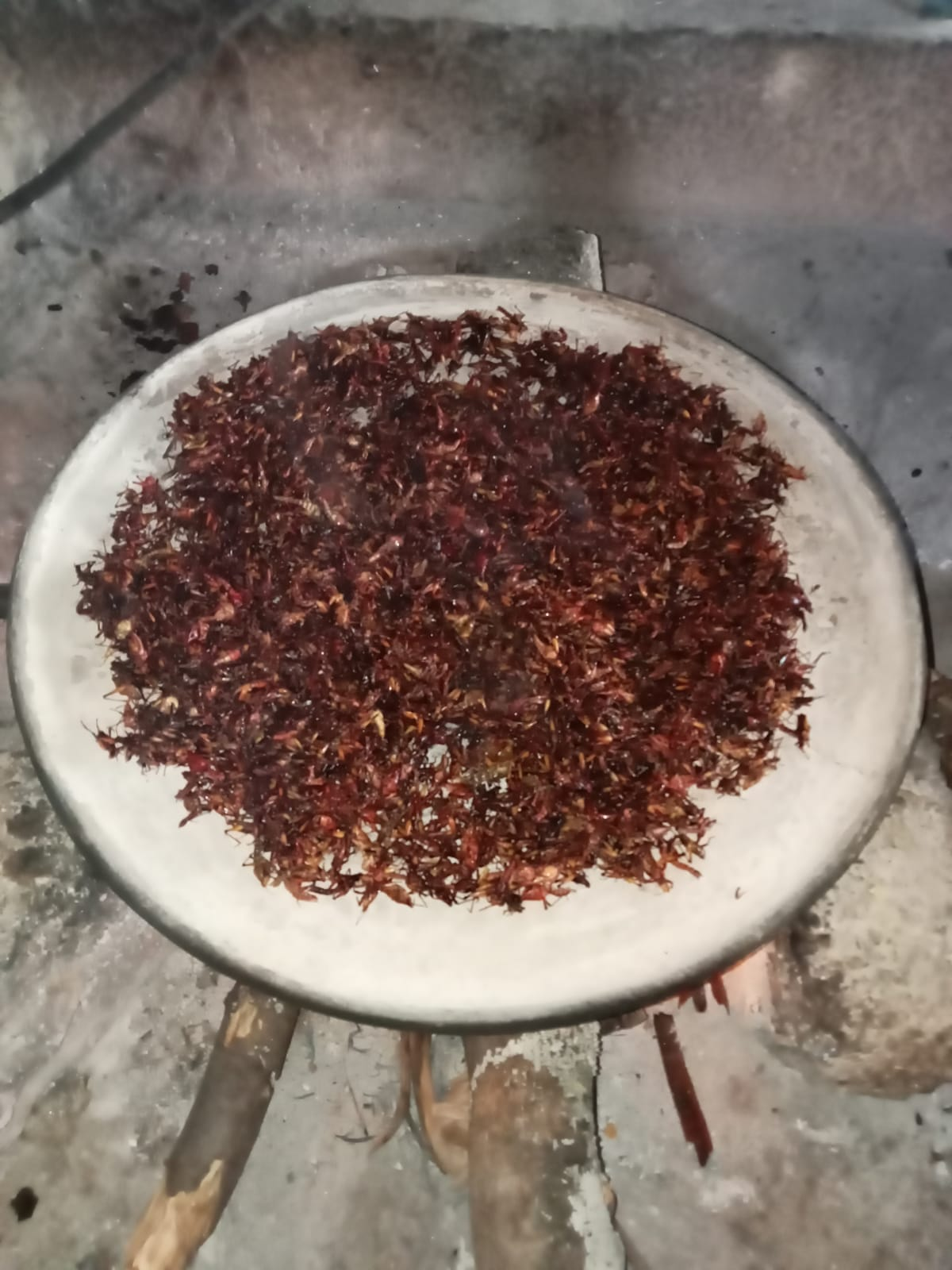
Chapulines preparados en Santa María Apazco

El pozole amarillo: está hecho de maíz precocido, se pone a coser en una olla de barro, (otra parte se hace el amarillito de masa y con chile rojo,)de ahí que esté listo para disfrutarlo.
La baba de nopal en salsa: el nopal de aquí tiene una temporada, que es el mes de noviembre, (se come cuando el nopal está grasoso y se asa en fuego y cuando está listo se saca la baba y se revuelve en salsa) y ya lo puede comer.
La tortilla de trigo: las personas originarias de la comunidad, (muelen el trigo y la tortilla de trigo lo hacen a mano) y a diario lo consume diariamente.
La tortilla de maíz: las tortillas de maíz, está hecho de nistamal, las personas de aquí muelen todos los días, están hechas a mano. 

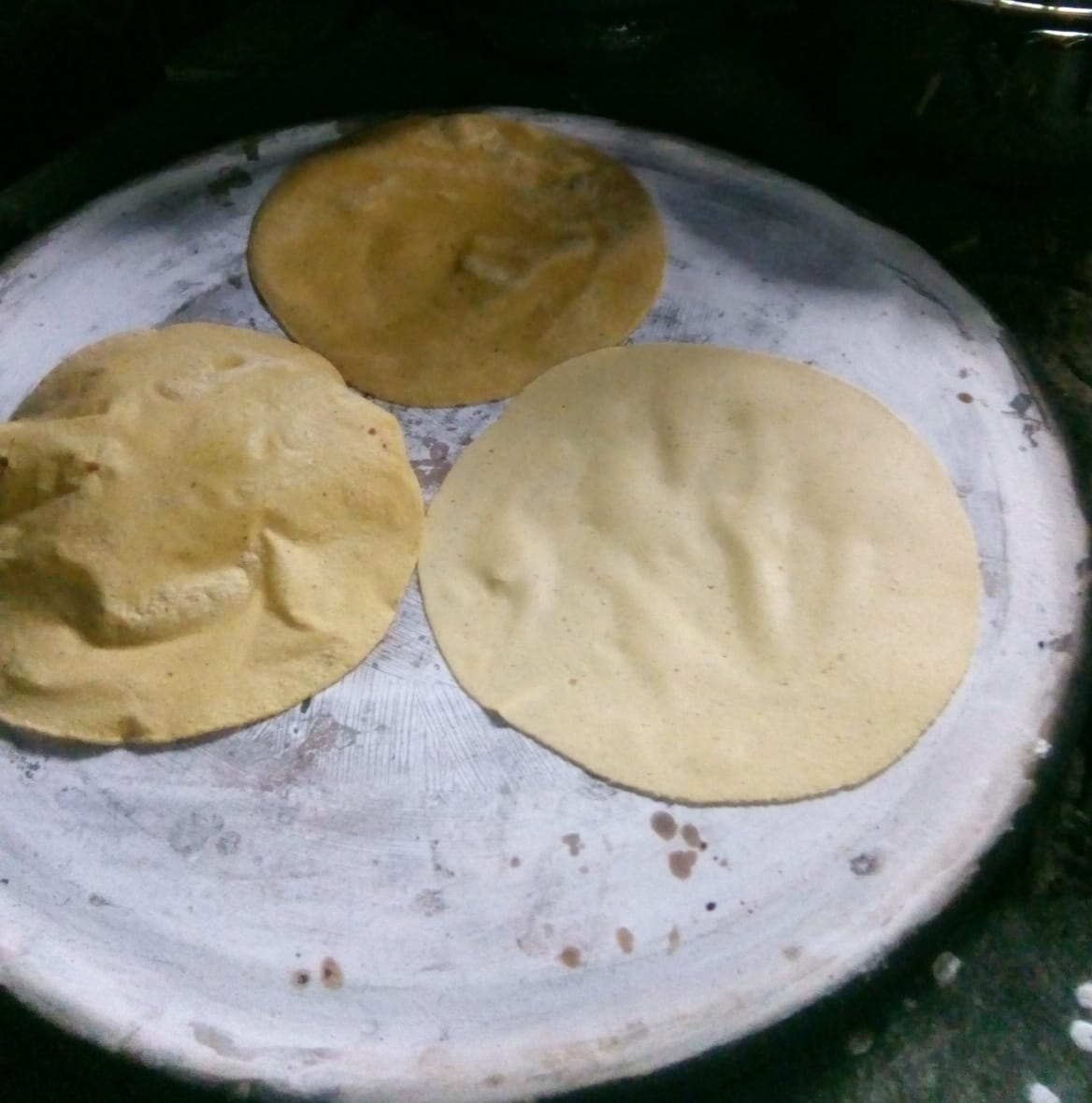
Tortillas hechas a mano en la comunidad de Santa María Apazco

El Chile atole: (es un amarillito de elote tierno de la comunidad y se le pone epazote,)y se hace en la temporada de elote que es en el mes de junio a agosto, se hace en una olla de barro típicamente. 
Altole de maíz: está hecho de maíz molido, (y lo hacen en una olla de barro típicamente, de vez en cuando lo hacen, y la mayoría de veces el día  de muertos.) 
Molepronto: el molepruto es originario de aquí y está hecho de vijo molido, el frigol se tuesta y de ahí se muele, y originalmente lo hacen en olla de barro.
Tejocote en dulce: el tejote en dulce tiene temporada del mes de noviembre y octubre termina hasta diciembre,( el tejote se pone a hervir con agua y de ahí se pela y se vuelve a poner en agua con azúcar ) y en una olla de barro, para que salga rico.
Chilacayota en dulce: se pone a hervir en agua, ( en  en pedazos y se hecha azúcar al gusto, lo hacen típicamente en una olla de barro,) la temporada de chilacajota es en el mes de octubre.

## Lengua
La lengua que se habla en la comunidad de Santa María Apazco es el Mixteco.
Los que más hablan mixteco son los abuelitos.
La cantidad exacta de los habitantes que hablan puro mixteco ,no hablan nada de español son ,99 personas.

## Vestimenta típica/tradicional

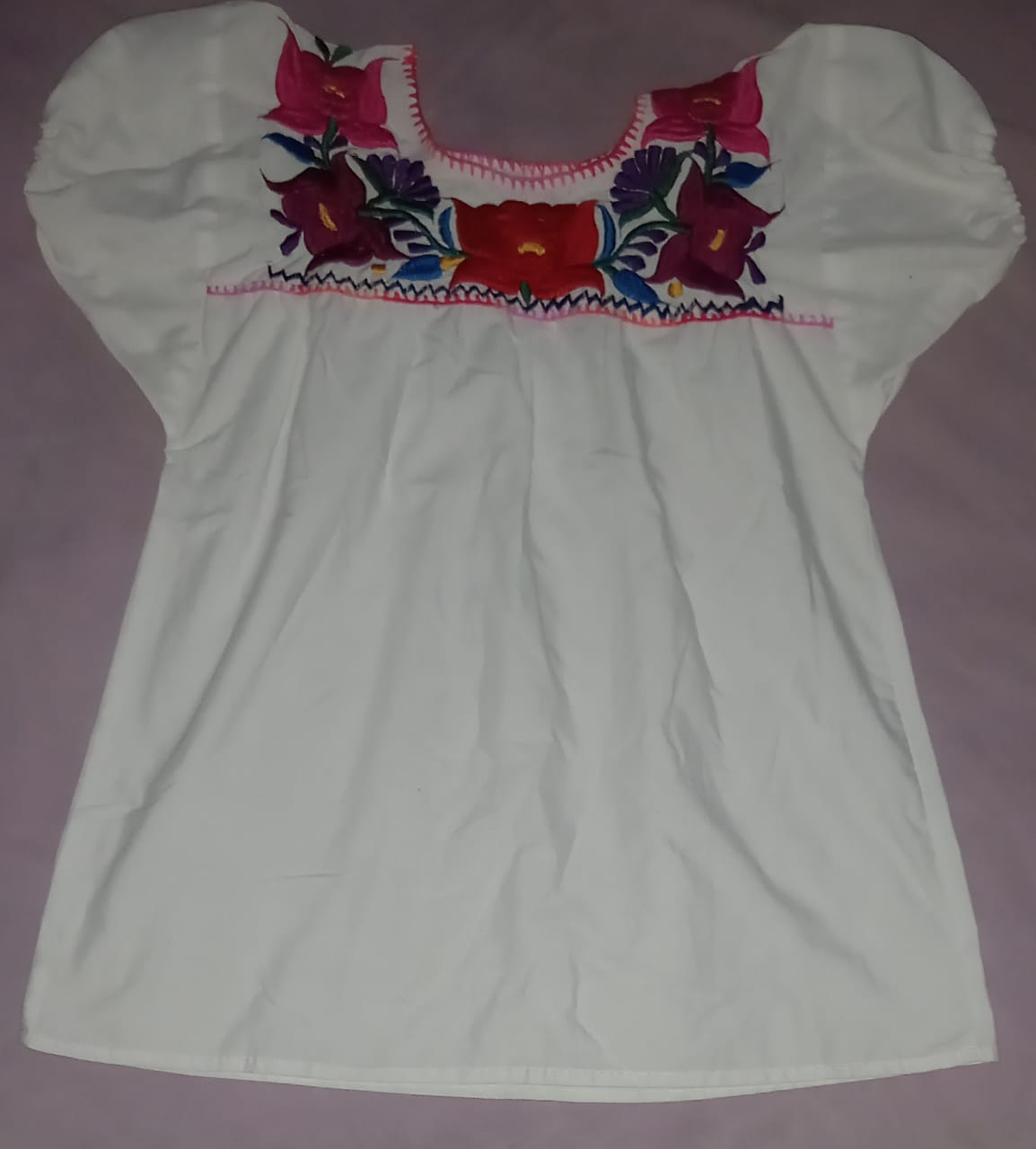
Blusa bordada

La vestimenta de la comunidad Mixteca "Santa María Apazco" se caracteriza por el uso de colores vivos y llamativos, así como por detalles ornamentales y simbólicos presentes en los diseños y bordados de las prendas. Estos elementos suelen representar la naturaleza, la historia y la cosmovisión de la comunidad.
La vestimenta posee un significado cultural profundo, reflejando la identidad y la conexión de la comunidad con su entorno y su historia. Los diseños y patrones utilizados pueden variar pero destacando los más comunes o usados son los siguientes:

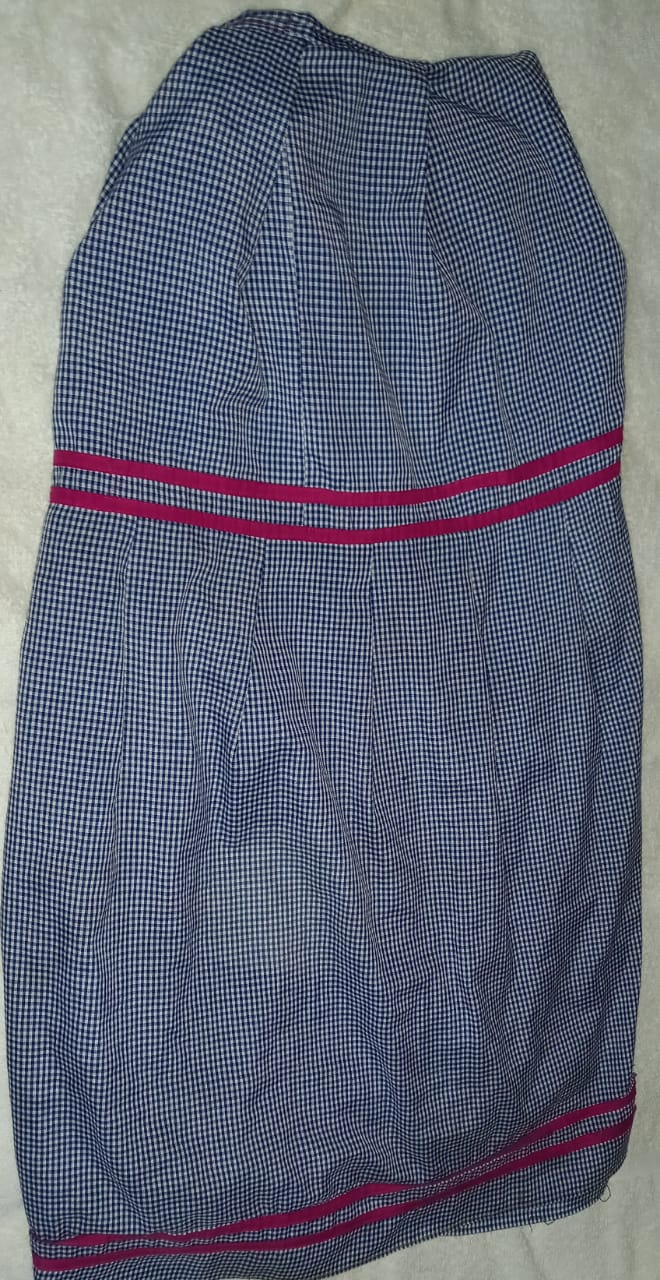
Enagua

### Elementos
Entre los elementos tradicionales más destacados de la vestimenta se encuentran el "huipil" una prenda femenina que consiste en una blusa holgada y decorada, aunque tiene sus variantes por las fechas especiales en donde las usaban, como en las bodas y luto, lastimosamente eso se ha estado perdiendo.
La "faja", utilizada para ceñir la cintura y resaltar la figura, en la comunidad unas están hechas de palma o también hechas de algodón, sin embargo, esta última es adquirida en mercados locales mientras que la anterior la elabora un artesano llamado Genaro Sabas García.
La "enagua", una falda larga que en los bordes dependiendo del gusto y diseño puede tener un bordado con listones delgados o encaje (color blanco) con colores que contrasten el patrón o color en general de la enagua. Generalmente están hechas de tela de algodón o tricot (tela sintética lisa y deslizante como la seda) pues usan de todos colores menos negro.

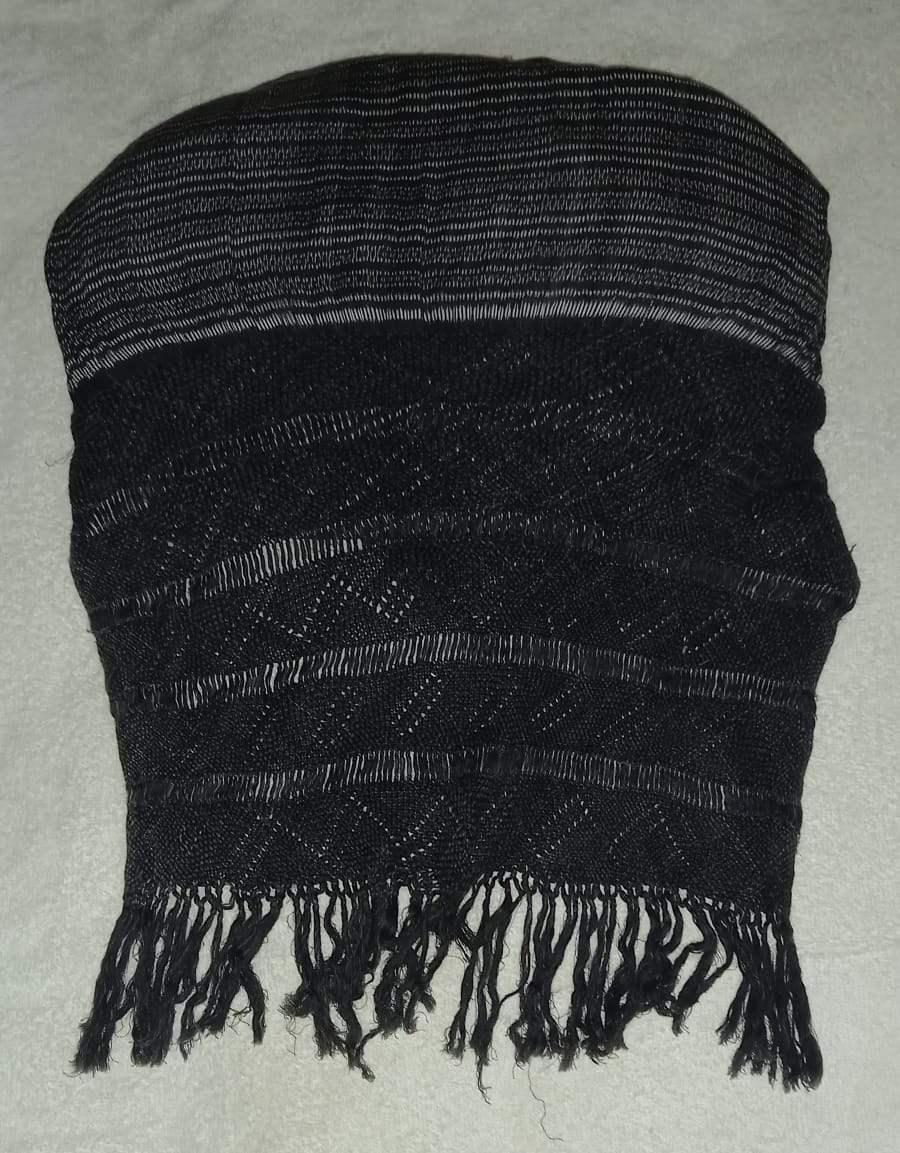
Rebozo

El "rebozo", un chal utilizado para cubrirse los hombros hecho de algodón o lana, el color más usado es el negro y gris, pero este mismo puede estar combinado con otros colores o ser de otro color como el rosa mexicano.
El calzón y la camisa de manta estos están hechos de una tela llamada "manta" que es un material que está elaborado 100% de algodón, es popular porque brinda frescura y es ligero a la hora de usarlo.
El cotón conformado mayormente por lana con diferentes patrones y/o colores se usa en conjunto con el calzón y camisa de manta. Consiste en un rectángulo con una abertura circular o rombo en medio para poder usarlo encima de la camisa.

### Accesorios

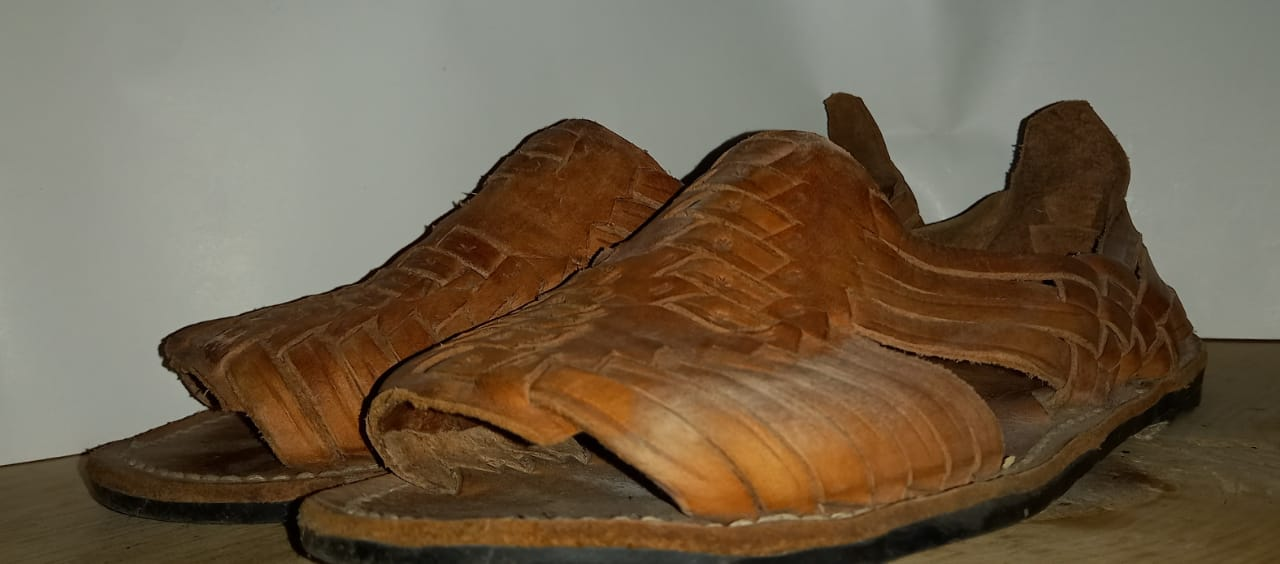
Huaraches

Los accesorios tradicionales también forman parte importante de la vestimenta mixteca, pudiendo incluir joyería de plata u oro, sombreros o tocados elaborados con materiales como la palma.
Los huaraches son sandalias tradicionales que están fabricadas de cuero (tiras de cuero de ganado bovino), aunque también pueden encontrarse en otros materiales sintéticos.

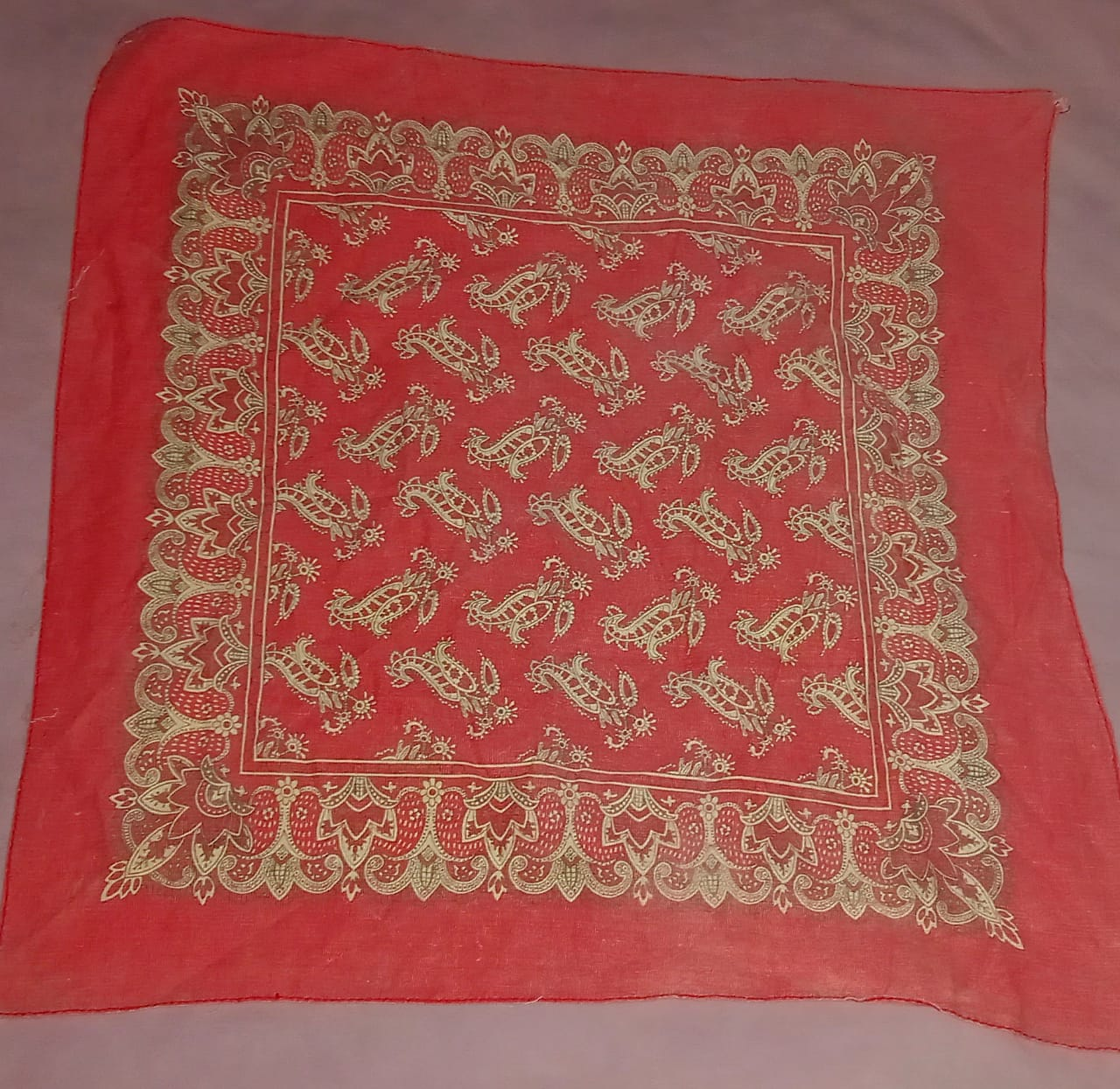
Paliacate

Los sombreros de palma están hechos de hojas de palma tejidas, mientras que los aretes de palma son hechos de fibras de palma trenzadas, usando colores con tonos variados como el rojo, rosa mexicano, verde, azules e incluso el color natural de la palma la cual varia de tonos "blancos", amarillos y verdes. La artesana que los fábrica y comercia a nivel localidad se llama Enriqueta García López.
La blusa bordada a mano por artesanas también está hecha de tela de algodón, pero con detalles bordados a mano con hilos de colores.

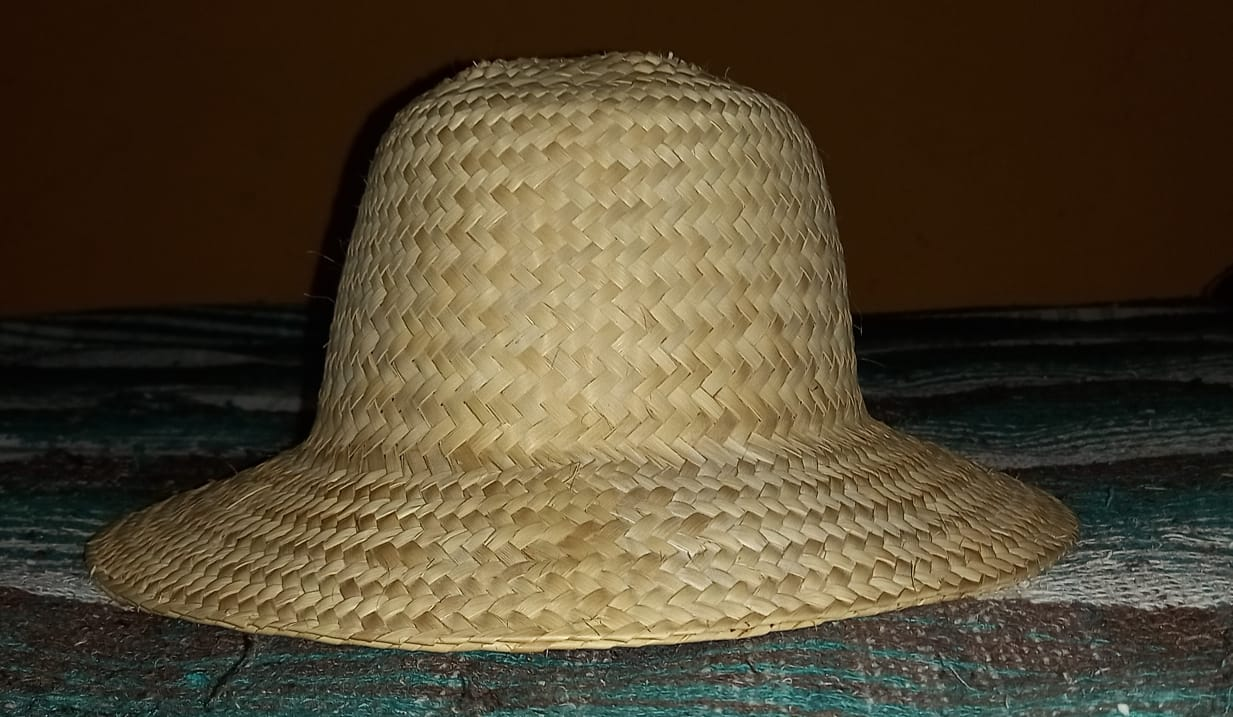
Sombrero de palma

Paliacate este es un pañuelo que ocupan en el cuello o cabeza haciéndole dobleces para que adapte a la forma, incluso debajo del sombrero. Hay de diferentes colores, pero usan más el color rojo con estampado dorado.

### Adicional

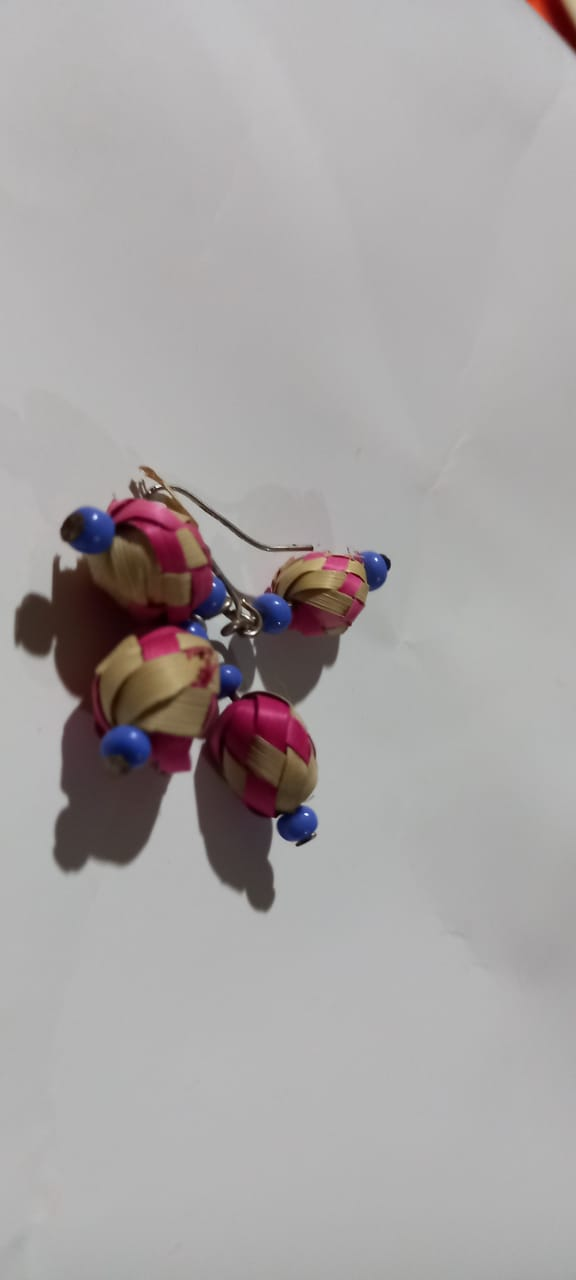
Aretes

Como datos adicionales una ejemplificación de como se pronuncian algunas prendas en la lengua de la comunidad (Mixteco):
- Enagua – Dama‘a
- Rebozo – Do´o pañu
- Huarache – Nchii Sa´a
- Sombrero - Lelú

Es importante destacar que, aunque algunos elementos son fabricados en la comunidad (siendo la excepción: los sombreros, fajas y aretes de palma) de Santa María Apazco, la mayoría de la vestimenta es adquirida a través de compras en mercados cercanos (Distrito Nochixtlán o en Oaxaca de Juárez)

La vestimenta es usada a diario por abuelitos/as y señores/as quienes conservan la tradición, y en fechas especiales los habitantes que normalmente visten de civiles; como los estudiantes (de todas las edades) los usan para bailables y participaciones artísticas que involucren hacer uso de la vestimenta, por ejemplo el huipil cuando se representan el baile Flor de piña una danza tradicional de la región.

## Demografía
El municipio está habitado por 1,720 personas, cuenta con un grado muy alto de marginación y rezago social, el 54.55% de la población vive en condiciones de pobreza extrema.
El 81% de la población habla una lengua indígena.

## Localidades
Dentro del municipio se encuentran los siguientes poblados, siendo Santa María Apazco la cabecera municipal.
| Nombre de la localidad | Población 2010 |
| Tierra Colorada        | 478            |
| Santa María Apazco     | 432            |
| Pericón                | 329            |
| Llano del Sabino       | 145            |
| El Almacén             | 108            |
| Sandoo Ñuu             | 87             |
| Yukuxio                | 81             |
| San Isidro             | 76             |
| Loma Larga             | 63             |
| Cañada de Algodón      | 43             |
| Río Blanco             | 32             |
| Mariposa               | 15             |
| Yucandigui             | 6              |
| San Antonio Nuyoo      | 3              |

## Turismo
En la comunidad de Santa María Apazco existen 12 rancherías, en donde destacan por su belleza natural: Perico Apazco, Tonalán, San isidro y Diki yuku andivi.
Pericón Apazco: ranchería pequeña de Santa María Apazco, esta comunidad destaca por su hermoso monte, pues este está repleto de orquídeas que adornan los árboles las cuales   florean a principios de primavera ocasionando un lindo paisaje.

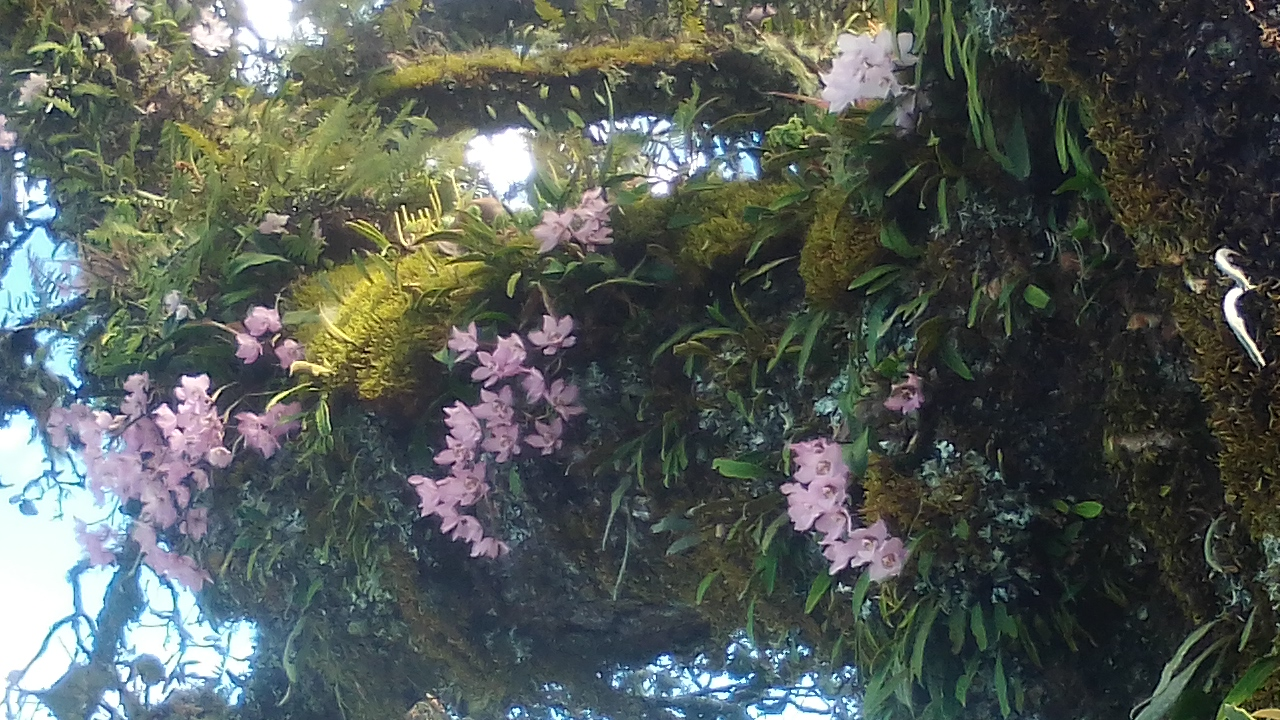
Flores ubicadas en el Pericón Apazco

Tonalán: Zona verde de Santa María Apazco en esta  comunidad tiene una tierra muy fértil en dónde se pueden sembrar frutas como el guajilote, la caña criolla, el zapote negro, aguacate ,limón ya q también cuenta con un clima cálido y unas lindas cascadas pequeñas. Es un lugar no habitado .

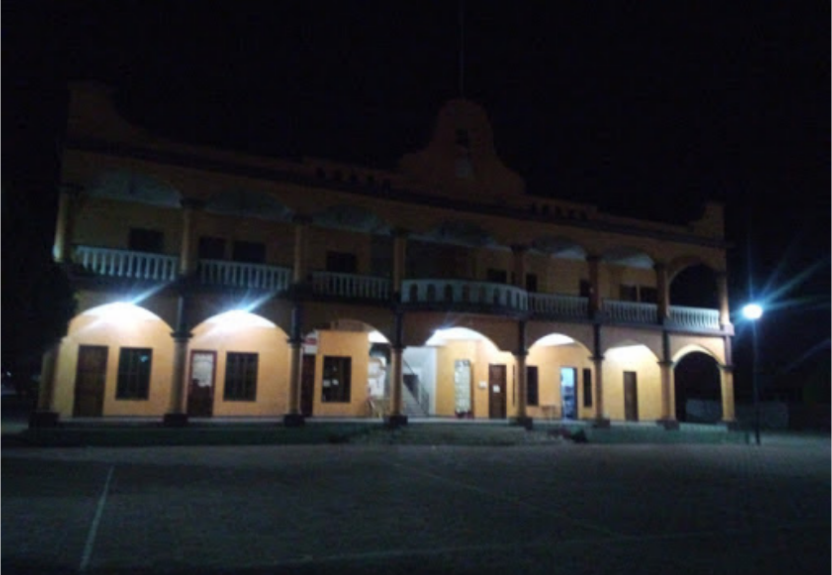

San Isidro: Ranchería pequeña con pocos pobladores. Esta comunidad destaca por qué en ella existe una gruta(cavidad de tamaño considerable que se forma bajo la tierra cuando el agua de lluvia se filtra entre las rocas calcáreas y las va disolviendo en un proceso que dura miles de años) una cabaña y un lugar en donde están en exhibición piedras con figuras interesantes(animales). Para visitar estos lugares tienes que pedir permiso y pagar (una cuota mínima)  al agente de la comunidad quien también los acompañan cómo guía. 
Imágenes de los sectores turísticos de San Isidro:

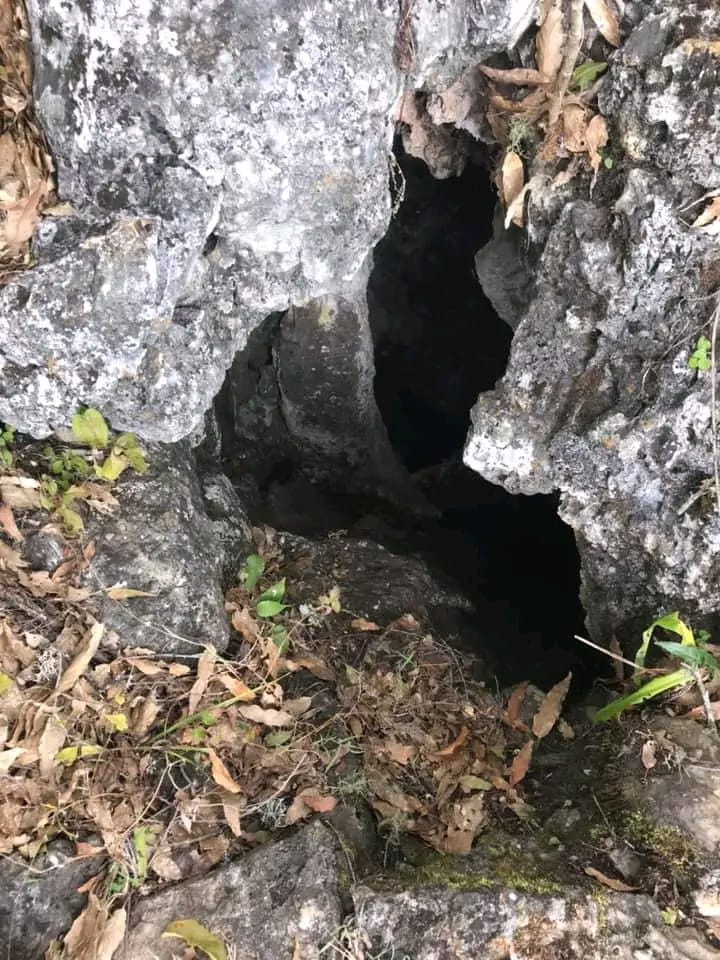

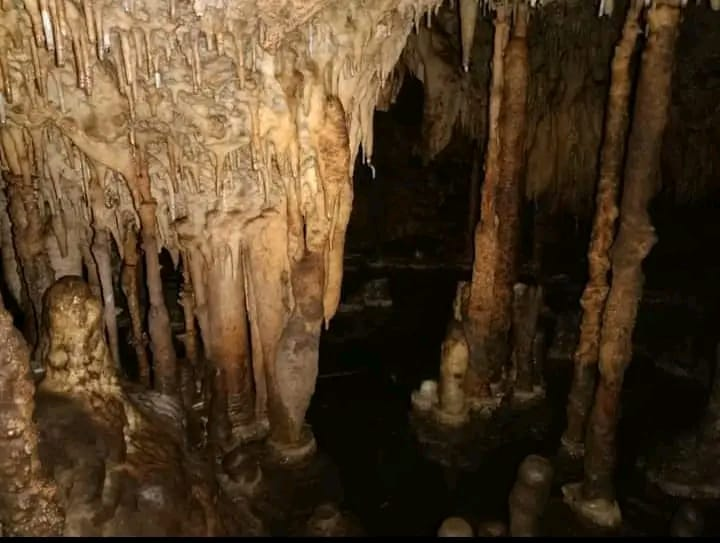
Gruta ubicada en San Isidro Apazco

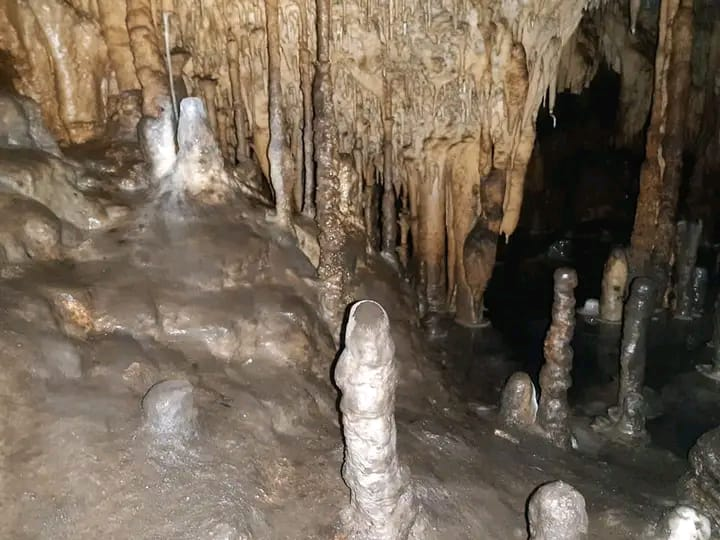

Diki yuku andivi: Lugar no habitado utilizado como mirador donde se puede ocservar la comunidad de Santa María Apazco,parte de Santiago Apuela, Buena Vista Apuela ,Pericon Apazco y Tonalán .Está ranchería es conocida por que ahí habitaron los primeros pobladores de Apazco pero por el escasez de agua bajaron del cerro a habitar lo q hoy es Santa María Apazco . 